# Tết Thanh minh
Tết Thanh Minh còn gọi là Ngày Tảo Mộ là một lễ hội truyền thống Trung Quốc được tổ chức bởi người gốc Hoa ở Trung Quốc đại lục, Hồng Kông, Macau, Đài Loan, Malaysia, Singapore, Campuchia, Indonesia, Philippines, Thái Lan và Việt Nam. Đây là lễ hội mùa xuân, diễn ra vào ngày đầu tiên của tiết Thanh Minh, tiết thứ năm trong lịch âm dương truyền thống Trung Quốc. Ngày này thường rơi vào ngày thứ 15 sau Xuân phân, tương ứng với ngày 4, 5 hoặc 6 tháng 4 mỗi năm. Trong dịp Thanh Minh, các gia đình người Hoa đến thăm viếng mộ tổ tiên, dọn dẹp mộ phần và thực hiện các nghi lễ tưởng nhớ tổ tiên. Họ thường dâng cúng các món ăn truyền thống và đốt nhang và vàng mã. Ngày lễ này thể hiện lòng kính trọng tổ tiên trong văn hóa Trung Quốc.